# Frans van Bilsen
Frans van Bilsen (Nieuw-Ginneken, 25 januari 1911 – Venlo, 20 januari 1944) was een Noord-Brabantse verzetsman. Hij werd door Venlose verzetsmensen ten onrechte verdacht van collaboratie met de nazi's. Om die reden werd hij op 19 januari 1944 in Blerick geliquideerd.

## Biografie
Van Bilsen groeide op in Ginneken als zoon van de plaatselijke veldwachter en trad in diens voetsporen. In 1933 begon hij als agent in Hillegersberg, waarna hij in 1935 als hoofdagent werd aangesteld in zijn geboorteplaats. Tijdens de evacuatie van Ginneken in mei 1940 kwam hij in Frankrijk terecht. Bij terugkeer werd hij door de burgemeester ontslagen wegens verlaten van zijn standplaats. Hij wendde zich tot de Duitse autoriteiten en kon hoofdagent in Vlaardingen worden.
Daar begon hij met het schrijven en verspreiden van illegale pamfletten. Tegelijkertijd probeerde hij lid te worden van de NSB, maar de partij weigerde hem wegens zijn eerdere antifascistische uitlatingen. De verklaring voor deze poging tot aansluiting is waarschijnlijk dat dit als dekmantel moest fungeren, maar mogelijk ook om informatie van binnenuit te verkrijgen. Bij zijn collega’s was hij echter vanaf dan persona non grata en werd als 'fout' gezien.
Op 23 januari 1942 kreeg Van Bilsen oneervol ontslag vanwege conflicten met zijn meerderen, waaronder negatieve uitlatingen over de politiecommissaris. Hij zou daarnaast ongedisciplineerd zijn geweest en werd in het algemeen als onbetrouwbaar aangemerkt.
Op 22 juni 1942 verhuisde hij naar Tilburg waar hij bij een textielfabriek ging werken. Hij zette zijn ondergrondse werk voort en nam eind 1943 ontslag om zich uitsluitend voor illegaal werk in te zetten met behulp van zijn biechtvader pater Gervasius, die hem zogenaamd in dienst nam. Hij bracht het illegale blad De Stem van Vrij Nederland uit.
Eind augustus 1943 ontsnapten twee geheim agenten Ben Ubbink en Pieter Dourlein, die opgepakt waren nadat ze voor spionagewerk vanuit Engeland waren gedropt, uit de SD-gevangenis in Haaren. De twee agenten kwamen uiteindelijk onder de vleugels van Van Bilsen, die ze op diverse onderduikadressen onderbracht en hen in november 1943 het land uit hielp. Beiden werden bij terugkeer in Groot-Brittannië verdacht van verraad, onder meer door hun contacten met Van Bilsen, die bij de Britten bekend stond als mogelijke verrader. Ubbink en Dourlein zouden door hun ontsnapping naar Engeland de Britten uiteindelijk op de hoogte brengen van het Englandspiel, een vanuit de Duitsers opgezet dubbelspel.

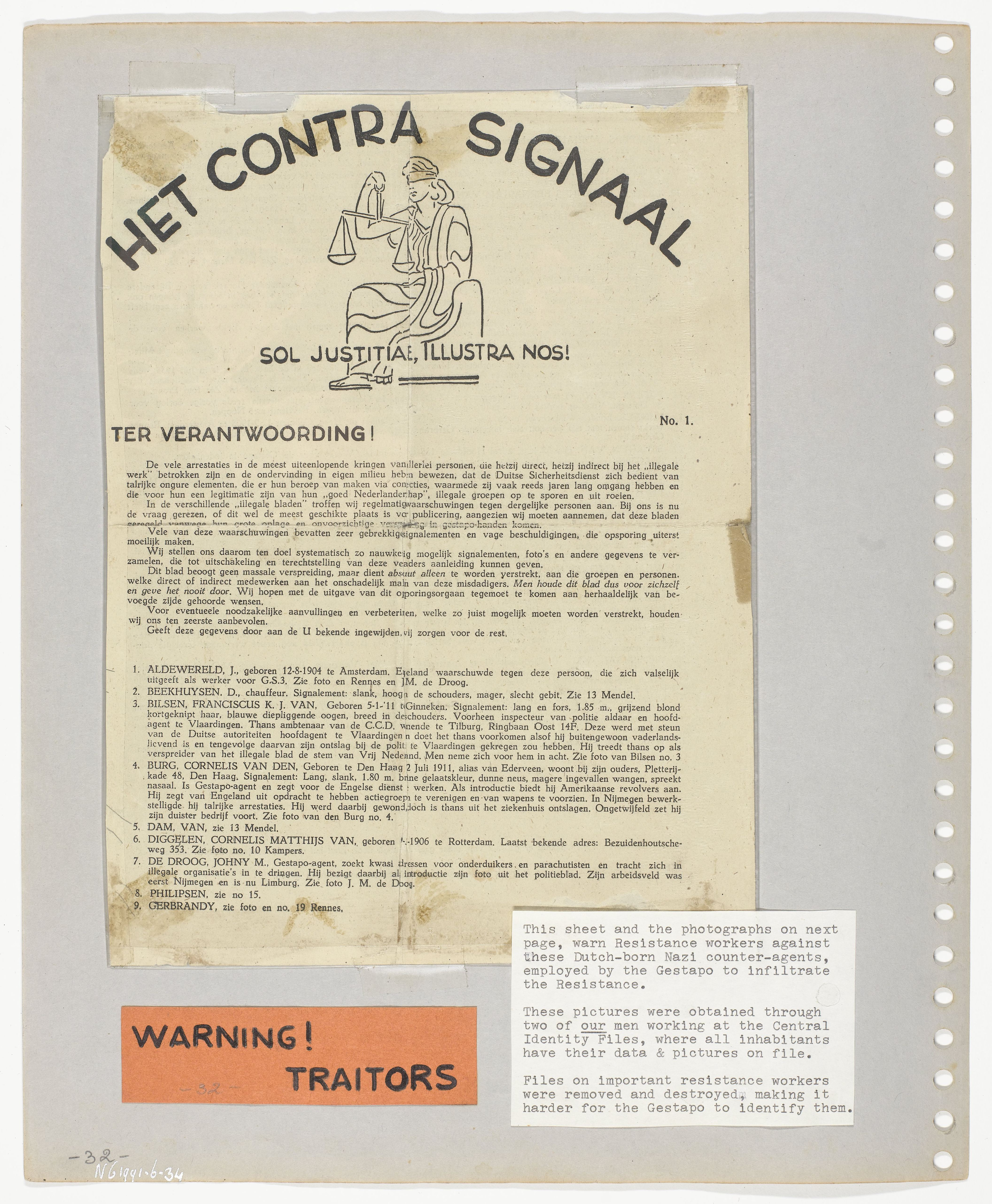
Het "Contra Signaal" waarin waarschuwing tegen Van Bilsen

Kort daarna werd via de ondergrondse krant Het Contra Signaal (waarin verdachte personen met foto werden genoemd) een signalement van Frans van Bilsen opgenomen. Hij kwam dit spoedig te weten, maar zette de verspreiding van illegale kranten niet stop.
Op 19 januari 1944 reisde hij naar Venlo om illegaal materiaal te ruilen. Daar werd hij door het verzet herkend, in een hinderlaag gelokt en neergeschoten.  De volgende dag overleed hij in het ziekenhuis. 
Hoewel het na zijn dood tot eerherstel is gekomen is zijn persoon altijd controversieel gebleven.

## Loe de Jong
In Het Koninkrijk der Nederlanden in de Tweede Wereldoorlog van dr. Lou de Jong is de volgende voetnoot over Van Bilsen te lezen:
Van Bilsens 'foute' verleden had er toe geleid dat zijn illegale werk in Tilburg van meet af aan door velen met argwaan bekeken werd en in Vlaardingen was men er, toen men er van vernam, van overtuigd dat van Bilsen een agent van de 'SD' was. Vermoedelijk waren het berichten uit Vlaardingen die er toe leidden dat in november '43 in een illegale uitgave waarin tegen zeven-en-twintig 'SD'-agenten gewaarschuwd werd, Het Contra Signaal no. 1 (een uitgave van de LO) alsmede in december in no. 2 van Het Signalementenblad (een uitgave van de OD) van Bilsens signalement afgedrukt werd met de toelichting: 'Hij werd met steun van de Duitsers hoofdagent te Vlaardingen en doet het thans voorkomen alsof hij buitengewoon vaderlandslievend is . . . Hij treedt thans op als verspreider van het illegale blad De Stem van Vrij Nederland. Men neme zich voor hem in acht.' Aangezien van Bilsen van eind '42 af bonafide illegaal werk gedaan had, besteedde hij aan deze publikaties (ze werden hem getoond) geen aandacht. Op 19 januari '44 werd hij in Blerick, waar hij distributiebonnen voor onderduikers ging afhalen, door twee KP'ers dodelijk getroffen; hij stierf een dag later in het ziekenhuis.

## Nasleep
Na de oorlog werd Van Bilsen nooit helemaal gerehabiliteerd. De Venlose nog levende verzetsmensen droegen nog steeds de gevolgen van de onrechtmatige liquidatie met zich mee.
De nabestaanden van Van Bilsen lopen sinds de liquidatie rond met tal van vragen. Hierover is een documentaire gemaakt, met de titel De liquidatie van mijn vader, waarin de familie antwoorden zoekt op de vele vragen rond de liquidatie. Op 3 mei 2015 is een documentaire in première gegaan die het verhaal achter de liquidatie en de zoektocht naar het ware verhaal vertelt.
Frans van Bilsen ligt begraven op de R.K. Begraafplaats Laurentius te Breda; 1e Kl. (nw.ged.), vak/rij/nummer 1 11 9.